# Areatza
Areatza en basque ou Villaro en espagnol est une commune de Biscaye dans la communauté autonome du Pays basque en Espagne.
Le nom officiel de la ville est Areatza.

## Toponymie
La ville a deux noms traditionnels : une d'origine romane et l'autre d'origine basque. Bien que tous les deux aient été utilisés dans les deux langues.
Le nom Villaro est une contraction de Villa de Haro, nom qui a été donné à la localité en 1338 par son fondateur, Juan Núñez de Lara IV, qui était seigneur consort  de Biscaye. Avec ce nom Juan Núñez prétendait rendre hommage à la famille Haro, à laquelle appartenait sa femme María Díaz II de Haro, qui avait été titulaire de la seigneurie de Biscaye pendant plusieurs siècles. Celle-ci a été la dénomination officielle et plus formelle de la commune jusqu'aux années 1980. Avec les règles modernes d'orthographe de l'euskara (basque), ce nom est transcrit généralement dans cette langue comme Bilaro. Il a été utilisé dans les deux langues et le gentilé est billaroztarra.
D'autre part il existe un autre nom historique du village, qui n'a pas été toutefois officiel jusqu'aux années 1980 et qui a historiquement eu un caractère informel : Arenaza/Areatza. La ville de Villaro a fusionné avec un endroit dépeuplé qui recevait précédemment le nom d'Arenaza.
...todo el término que dicen desde San Bartolomé hasta la tejera de Arenaza en los campos de Aquinitene, y dénde a Boluncho, ...

Ceci a fait aussi que ce village a été connu sous ce nom. Le toponyme Arenaza est formé par le mot arena, qui a été emprunté en basque au latin et du suffixe -(t)za, qui indique l'abondance. Ce vient probablement du caractère sablonneux du lieu où on a fondé Villaro. En basque, le nom a évolué en perdant le n intervocal (un phénomène commun dans la langue basque), depuis sa plus ancienne, Arenaza, jusqu'à l'actuelle Areatza. En basque moderne (le batua) sable se dit harea.
Ce fait et celui du suffixe final, transcrit en castillan comme -za, soit prononcé en réalité comme -tza, ont fait qu'on a différencié les noms d'Arenaza (version plus ancienne de ce nom, demeura ainsi dans sa transcription écrite en castillan) et Areatza (version plus moderne du nom, adaptée à la prononciation moderne de ce dernier par la population bascophone). Le gentilé, basé sur ce nom, est areatzarra.
En 1979, la mairie a décidé de changer sa dénomination officielle de Villaro par Areatza. Cette nouvelle dénomination officielle a été adoptée le 11 février 1980.

## Démographie

### Quartiers
Les quartiers d'Areatza sont: Launtzain et Uparan.

## Histoire

Ancien symbole ecclésiastique de la ville, employé comme symbole municipal jusqu'à l'officialisation du nouveau modèle en 2007

Areatza a été fondé en 1338 par le Seigneur de Biscaye, cadeau de Juan Nuñez de Lara, dans un lieu dépeuplé qu'il a baptisé du nom de Ville de Haro, en hommage à la famille de sa femme, madame María Díaz de Haro.
La nouvelle ville avait comme but renforcer une nouvelle route commerciale qui unirait la ville de Vitoria-Gasteiz (Alava) avec les ports cantabriques à travers le passage de la montagne de Barazar, mais on n'est jamais arrivé à atteindre un grand développement urbain. La ville disposait seulement de deux rues, Bekokalea et Goikokalea, disposées en parallèle le long du cours de la rivière Arratia et du pont de Zubizarra, qui permettait de remonter ses eaux aux muletiers dont les mulets étaient chargées de laine descendant du plateau. Elle possédait en outre une petite muraille défendant la population et qui a permis de contenir sa croissance pendant le Moyen Âge.
Au début du XVIe siècle, le noyau urbain a commencé à croître au-delà de la porte sud de l'enceinte, le long de la route conduisant à Vitoria, avec lequel sont apparues deux rangées de maisons adossées qui ont formé l'actuelle rue Errukiñe. Elle a représenté une petite expansion puisque la ville ne jouissait pas de beaucoup de ressources et vivaient seulement en elle une centaine de familles d'artisans et petits commerçants, les principales activités productives étaient celle de fabriquer des hastas  pour lances et piques, et travailler dans les usines sidérurgiques pour les cabalgaduras qui traversaient la vallée.
Dans cette atmosphère on a construit une nouvelle maison à Errukiñe, qui a apporté une grande nouveauté dans le panorama des logements urbains d'Areatza, et même du reste de la Biscaye. Avec sa façade principale alignée avec la chaussée et ses faces latérales empierrées entre des medianeras, la maison suivait le modèle traditionnel médiéval de constructions étroites, hautes et profondes, avec à peine huit mètres en façade et du double en profondeur. La structure était en poteaux de chêne d'un seul tenant, alignés sur trois rangs et posés sur des assises en pierre pour les isoler du sol. Le développement vertical incluait le rez-de-chaussée, un étage et un grenier au-dessus. Dans le rez-de-chaussée, s'ouvrait une porte d'accès au vestibule et une large fenêtre qui illuminait le magasin ou l'atelier situé à l'intérieur. Au premier étage était situé le logement, avec une salle sur la zone avant, alcôves à l'intérieur, la cuisine et les toilettes situées sur la face arrière, avec la lumière de l'allée. Le dernier étage avait un balcon sur la rue et était utilisé simultanément comme grenier, séchoir, lieu de stockage des aliments et dortoir occasionnel pour les employés ou apprentis.
C'est une des plus anciennes maisons urbaines qui ont été conservées dans la région et, bien qu'on ait la certitude que sa structure architecturale était semblable à la majorité de ses congénères, ce qui s'avère peu habituel est la décoration de la façade de ce logement.

## Patrimoine

### Patrimoine civil
Le noyau urbain d'Areatza est conservé en grande partie et a été déclaré « Bien culturel » dans la catégorie de Conjunto Monumental (ensemble monumental) en 1996 (BOPV  du 10 juin). Il répond à la typologie habituelle des villages médiévaux, avec deux longues rues parallèles - Bekokalea et Goikokalea - alignées longitudinalement du nord au sud et coupées transversalement par les cantons de Zubizarra et d'Ilargi. La trame urbaine faisait valoir des pommes régulières, les extrêmes simples et la centrale, double. Celles-ci se divisaient des parcelles gothiques sur lesquelles on édifiait les maisons de ville, dont on a conservé la nº 7 de Bekokalea, fin du XVe siècle. Dans la même rue ils restent quelques vestiges des fortifications d'Areatza.
- La tour de Leguizamón a été démolie pour y construire à la place les piscines municipales. Elle était d'une surface carrée de onze mètres de côté, huit de hauteur et aux parois d'un mètre d'épaisseur. La porte, ogivale, était ouverte sur la façade.
- La tour Ugunaga ou de Huegonaga du XVIe siècle, sur la tour bas-moyenâgeuse et restaurée au XVIIIe siècle, a du volume, une couverture à quatre pentes et possède des ogives.

À voir également, dans le faubourg de la Piedad, une maison avec bas reliefs de tradition mudéjar. Pour sa part, la maison de Gorordo, datée de 1675, présente un blason avec les armes des Axpe. Elle est située dans le quartier Ugunaga et a été commandée par Juan Abad de Axpe selon une inscription sur sa façade. De la même époque, le palais de Guardamino.
- Le palais de Gortázar ou du Riscal mérite une attention particulière. Il s'agit d'une construction de type palais urbain, ancienne tour de la fin du XVe siècle, avec le rez-de-chaussée en pierre de taille du XVIe et l'étage de brique de la moitié du XVIIe. Les peintures allégoriques de la façade sont des fresques baroques « datables » de vers 1735. La Casa Consistorial appartient au XIXe siècle, œuvre Luis de Bengoechea (1862), bâtiment construit pour servir d'école.

### Sources
- (es) Cet article est partiellement ou en totalité issu de l’article de Wikipédia en espagnol intitulé « Villaro » (voir la liste des auteurs).